# Equilibrio del terrore

Grafico che indica il numero di scorte di armamenti nucleari dichiarate, o presumibilmente possedute, dagli USA e dall'URSS/Russia.

La locuzione "equilibrio del terrore" si usa, solitamente con riferimento alla corsa agli armamenti atomici, condotta da Stati Uniti ed Unione Sovietica durante la guerra fredda, per descrivere la pace tenue che esistette tra le due superpotenze come risultato del fatto che entrambi i governi erano trattenuti dall'agire in base alla prospettiva di una guerra nucleare che avrebbe distrutto il mondo. Alcuni politologi usano questa espressione per distinguere il quadro mondiale successivo alla seconda guerra mondiale, rispetto a quello precedente.

## Storia
In precedenza, USA e URSS avevano prevenuto le guerre mantenendo tra loro un relativo equilibrio nelle loro capacità (economiche, militari e politiche) di dichiarare guerra; l'espressione "politica dell'equilibrio" o "equilibrio di potere" venne spesso usata per descrivere questo tipo di pace incerta. La bomba atomica creò una nuova realtà politica, nella quale due superpotenze avevano la capacità di annichilire tutta la vita sulla Terra. L'ostacolo alla guerra tra il blocco sovietico e quello occidentale non fu più tanto la paura che la parte avversa fosse più potente, ma piuttosto la realizzazione che con l'uso di arsenali nucleari abbastanza grandi e mortali, l'eventuale vittoria avrebbe comunque prodotto la distruzione della propria nazione e del resto del mondo.
In questo modo, l'esistenza delle armi più potenti mai create, finì con il supportare una forma di pace: sebbene molte guerre vennero combattute localmente durante la guerra fredda, le superpotenze non giunsero mai a combattersi direttamente, né altre bombe atomiche vennero mai sganciate in combattimento dopo i bombardamenti atomici di Hiroshima e Nagasaki. Il principio che stava alla base dell'equilibrio del terrore, ossia la distruzione mutua assicurata, è tuttora operante nell'impedire conflitti nucleari. Tuttavia, alcuni analisti ritengono che la politica statunitense sia decisamente orientata al perseguimento della supremazia nucleare, ossia della capacità di sferrare un attacco nucleare senza dover poi temere una rappresaglia altrettanto letale.